# Вейс Карл Богданович
Ка́рл Богда́нович Ве́йс (? — ?) — російський військовик, генерал-лейтенант Російської імператорської армії. Командир Інгермландського гусарського полку (1843-1851). Кавалер Ордена Святого Георгія IV ступеня.

## Життєпис
11 грудня 1840 року був удостоєний Ордена Святого Георгія IV ступеня. З 1843 по 1851 рік командував Інгермландським гусарським полком. 6 грудня 1850 року отримав звання «генерал-майора», а 1 вересня 1860 року — «генерал-лейтенанта».
У 1859 році придбав у Людвика Крушинського містечко Корнин. Наступного року збудував у містечку цукроварню і уклав контракт на її орендне утримання надвірним радником А. Протасьєвим. Невдовзі за участь у повстанні 1861 року Корнинський маєток у Вайса було конфісковано. За кілька років потому маєток було повернено генералу, однак у дещо зменшеному вигляді, адже селяни за допомогою держави придбали 870 десятин землі. На той час у містечку діяли цукроварня, пивоварня (1864), шкіряний (1845) та два цегельних заводи (перший — з 1845 р.), 4 вітряних млини (1864), дві крамниці. Був і крохмальний завод, але 3 вересня 1865 року згорів.

## Нагороди
- Орден Святого Георгія IV ступеня (11 грудня 1840)